# Teatro nazionale croato di Osijek
Il Teatro nazionale croato di Osijek (in croato Hrvatsko narodno kazalište u Osijeku, abbreviato in HNK Osijek) è un teatro d'opera situato in Županijska ulica 9 a Osijek.
Altri teatri nazionali croati sono presenti a Fiume, Spalato, Zagabria, Varaždin e Zara.